# Mariasdorf
Mariasdorf (Hongaars: Máriafalva) is een gemeente in de Oostenrijkse deelstaat Burgenland, gelegen in het district Oberwart (OW). De gemeente heeft ongeveer 1300 inwoners.

## Geografie
Mariasdorf heeft een oppervlakte van 20,5 km². Het ligt in het uiterste oosten van het land.
Kadastrale gemeenten zijn Bergwerk, Grodnau, Mariasdorf, Neustift bei Schlaining en Tauchen.

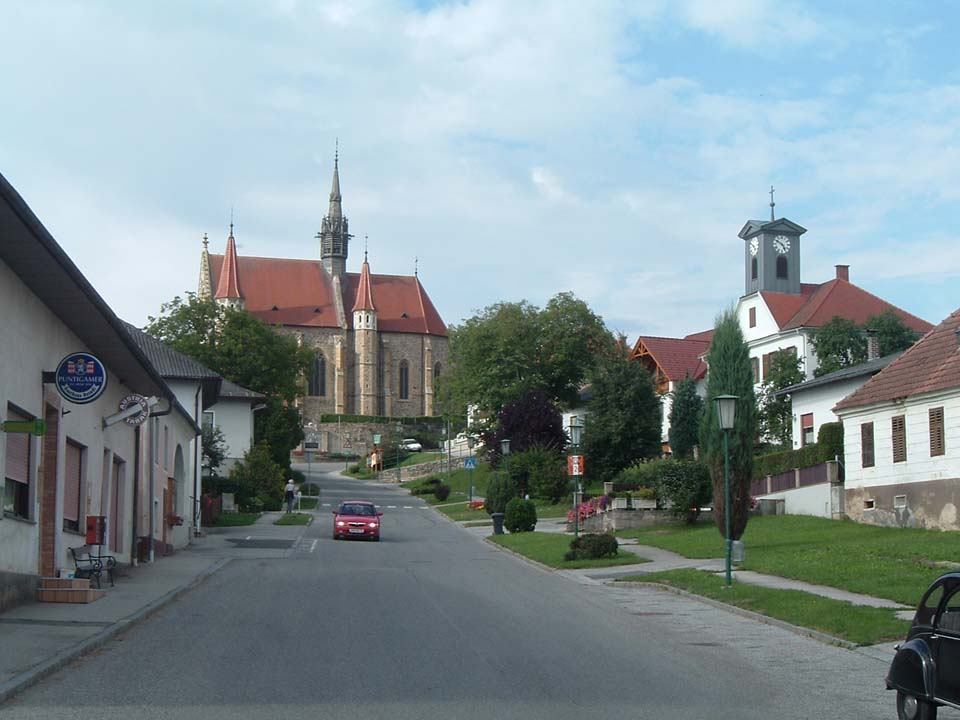
Centrum van Mariasdorf
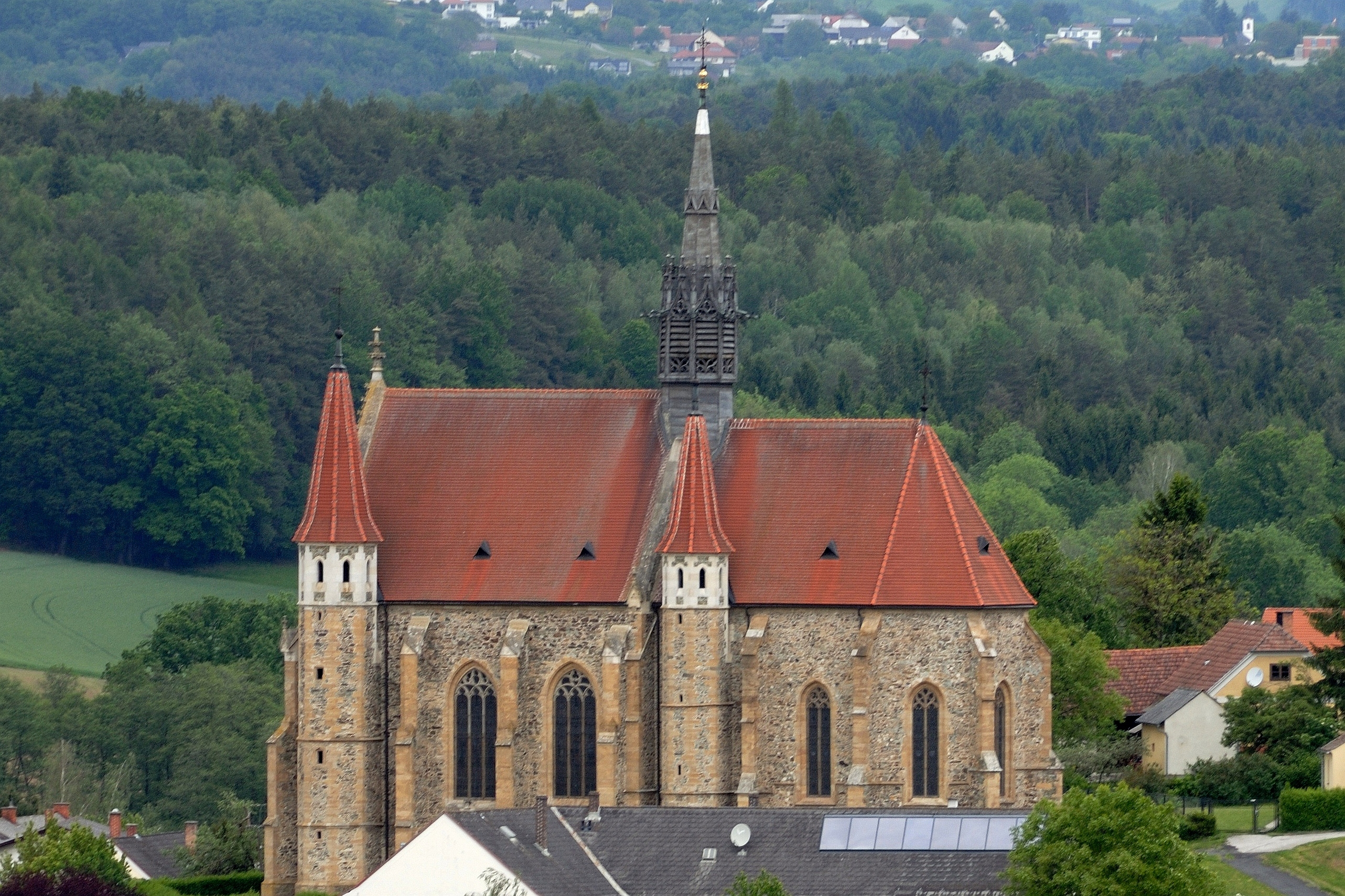
De Pfarrkirche in Mariasdorf

Bad Tatzmannsdorf · Badersdorf · Bernstein · Deutsch Schützen-Eisenberg · Grafenschachen · Großpetersdorf · Hannersdorf · Jabing · Kemeten · Kohfidisch · Litzelsdorf · Loipersdorf-Kitzladen · Mariasdorf · Markt Allhau · Markt Neuhodis · Mischendorf · Neustift an der Lafnitz · Oberdorf im Burgenland · Oberschützen · Oberwart · Pinkafeld · Rechnitz · Riedlingsdorf · Rotenturm · Schachendorf · Schandorf · Stadtschlaining · Unterkohlstätten · Unterwart · Weiden bei Rechnitz · Wiesfleck · Wolfau
- Gemeinsame Normdatei: 7636891-9
- MusicBrainz: 795280b5-d128-41e7-8df5-8a1388e6047b
- Virtual International Authority File: 237493100